# Enriqueta Basilio
Norma Enriqueta Basilio Sotelo (Mexicali, 15 luglio 1948 – Città del Messico, 26 ottobre 2019) è stata una velocista e ostacolista messicana.
È stata la prima donna nella storia dei Giochi olimpici ad essere scelta come ultimo tedoforo. Accadde a Città del Messico, ai Giochi della XIX Olimpiade.

## Palmarès
| Anno | Manifestazione  | Sede              | Evento      | Risultato | Prestazione | Note |
| ---- | --------------- | ----------------- | ----------- | --------- | ----------- | ---- |
| 1968 | Giochi olimpici | Città del Messico | 400 m piani | Batteria  | 55"47       |      |
| 1968 | Giochi olimpici | Città del Messico | 80 m hs     | Batteria  | 11"20       | w    |
| 1968 | Giochi olimpici | Città del Messico | 4×100 m     | Batteria  | 47"09       |      |